# Alice Greene
Alice Norah Gertrude Greene (* 15. Oktober 1879 in Upton, England; † 26. Oktober 1956 in Saint Brélade auf Jersey) war eine englische Tennisspielerin.

## Biografie
Greene wurde 1879 als Tochter des US-amerikanischen Arztes Richard Greene und dessen Frau Emma geboren. 
Erstmals bei Tennis für Aufsehen sorgte sie 1903, als sie das Halbfinale von Wimbledon erreichte. Selbiges Resultat erzielte sie auch im Folgejahr, als sie Charlotte Cooper im Halbfinale unterlag. 1907 gewann sie das Turnier des Queen’s Club in London. Ein Jahr später errang sie bei den Olympischen Spielen die Silbermedaille im Einzel-Hallenwettbewerb, wo sie Gwendoline Eastlake-Smith im Finale unterlag. Beim Rasen-Wettbewerb unterlag sie in der ersten Runde. Im Jahr 1909 nahm sie das achte und letzte Mal beim Turnier in Wimbledon teil, als sie in der zweiten Runde verlor. Bis in ihre 40er spielte Greene noch bei Turnieren mit, später fing sie auch mit Golf an.
Greene starb 1956 auf der Insel Jersey, auf die die Familie 1911 gezogen war.
2011 kaufte der All England Lawn Tennis and Croquet Club die Silbermedaille von Greene bei einer Auktion für 4.320 Pfund.